# Rudolf von Preuschen
Rudolf Friedrich August Ludwig Oskar Freiherr von Preuschen von und zu Liebenstein (* 4. Mai 1906 in Mannheim; † 18. Mai 2007 in Lahnstein) war ein deutscher Jurist und Landrat des Unterwesterwaldkreises mit Sitz in Montabaur.

## Leben
Rudolf von Preuschen von und zu Liebenstein entstammte dem gleichnamigen hessischen Adelsgeschlecht und war der Sohn des Offiziers Ludwig Freiherr von Preuschen von und zu Liebenstein und dessen Gemahlin Gertrud Waltz. Er besuchte die Gymnasien in Mannheim und Oberlahnstein und machte Ostern 1924, nachdem seine Familie ausgewiesen worden war, das Abitur in Heidelberg. Es schloss sich ein Studium der Rechtswissenschaften an der Ruprecht-Karls-Universität Heidelberg, der Ludwig-Maximilians-Universität München und der Rheinischen Friedrich-Wilhelms-Universität Bonn an. 1924 wurde er Mitglied des Corps Guestphalia Heidelberg. Sein erstes juristisches Staatsexamen absolvierte er im Januar 1928 beim Oberlandesgericht Köln. Nach Tätigkeiten als Gerichtsreferendar u. a. beim Landgericht Koblenz und nach einem Rigorosum promovierte er am 24. Juli 1929 an der Universität Bonn mit der Dissertation Die Brandstiftung: Die Entwicklung vom Reichsstrafgesetzbuch zu den Entwürfen von 1925 und 1927 zum Dr. jur.
Zum 1. Januar 1931 trat er in die NSDAP ein (Mitgliedsnummer 402.523) und wurde im Jahr darauf Gerichtsassessor. Bevor er am 23. März 1934 mit der kommissarischen Verwaltung des Landratsamtes des Unterwesterwaldkreises beauftragt wurde, war er dort der vertretungsweise Verwaltungsleiter. Am 23. Mai 1934 definitiv zum Landrat ernannt, übte er dieses Amt bis 1945 aus. Von Mai 1940 an musste er Kriegsdienst leisten. 
Wegen seiner Aktivitäten in der NS-Zeit erhielt er nach dem Krieg ein Arbeitsverbot, das 1952 aufgehoben wurde. Preuschen nahm seine Tätigkeit als Jurist im Staatsdienst auf und wurde 1969 Ministerialrat in der Mainzer Staatskanzlei. In dieser Funktion blieb er bis zum Eintritt in den Ruhestand im Jahre 1972.
Er war verheiratet mit Irmgard Mischke (1907–1968; Tochter des Vizeadmirals Robert Mischke und der Larissa Simon). Nach Irmgards Tod heiratete er am 16. April 1970 in Lahnstein ihre Schwester Renata (* 1918).